# Cordulisantosia machadoi
Cordulisantosia machadoi is een libellensoort uit de familie van de glanslibellen (Corduliidae), onderorde echte libellen (Anisoptera).
De wetenschappelijke naam van de soort is voor het eerst geldig gepubliceerd in 2000 door Costa & Santos.